# Loma de la Esperanza
Loma de la Esperanza es una localidad del estado mexicano de Guanajuato. Es parte del municipio de Abasolo.

## Demografía
| Gráfica de evolución demográfica |
|                                  |

| Censo | Población |
| ----- | --------- |
| 1980  | 464       |
| 1990  | 1 114     |
| 2000  | 1 442     |
| 2010  | 1 541     |
| 2020  | 1 737     |